# Атинска куга 430. п. н. е.
Атинска куга усвојен је назив за епидемију ове заразне болести која је избила године 430. п. н. е., у периоду друге године Пелопонеског рата, у граду-држави Атини у старој Грчкој, док је град био под опсадом Спартанаца. Сматра се да је епидемија прво избила у луци Пиреј у Атини, која је била главни улаз за довоз залиха хране и других потрепштина. Куга је потом захватила Далмацију, Рим и друге регионе источног Медитерана, и два пута се враћала 429. п. н. е. и у зиму 427/426. п. н. е.
Према проценама историчара медицине, од ове болести преминула је око трећина становника града и околине. Атинску кугу део историчара користи за означавање периода завршетка Златног доба Атине, јер кугу сматрала разлогом који је довео до тога да Атина изгуби не само Пелопонески рат, већ и утицај на овом простору као доминантне силе међу грчким полисима.
Међу жртвама ове пошасти био је много важних атинских грађана, међу којима и државника Перикле (заједно са члановима своје породице). Један од Атињана који је боловао, али и оздравио, био је и Тукидид, који је у делу Историја Пелопонеског рата оставио детаљан опис болести и њених последица по целокупно атинско друштво и Грчку у целини.
У време епидемије Хипократ је био један од лекара који је у граду Атини дао значајан допринос у лечењу оболелих од куге.
С данашњим медицинским знањем и описима епидемије, лако се може закључити да она није имала везе са кугом. Каснија истраживања ДНК зубне пулпе доказала су да је Атинску кугу ипак проузроковала тифусна салмонела (Salmonella enterica typhy).

## Порекло назива
Савремени историчари ову епидемију изазвану кугом или неком другом заразном болешћу, назвали су по граду Атини, епонимом — Атинска куга.
Како је епидемију у склопу историје Пелопонеских ратова, описао историчар Тукидид (мало пре 454. п. н. е. — око 396. п. н. е.), увиђајући повезаност рата и избијања епидемије, неки је по њему називају и Тукидидова куга.

## Историја
Према Тукидидовим наводима, болест се први пут појавила у Етиопији. Одатле се проширила на Египат и Либију да би на крају захватила и античку Грчку. У моменту избијања куге, Атина је била под опсадом спартанске војске која је другу годину заредом запоседал Атику и пустошила тамошња поља и насеља.
Периклова стратегија била је избегавање копненог сукоба са надмоћнијим Спартанцима, и ангажовање надмоћне атинске флоте бродова која је Спарту и њене савезнике требало да исцрпи поморском блокадом. Атина је, са друге стране, могла дуго да ратује и одољева опсади захваљујући флоти и Дугим зидовима који су град спајали с луком Пиреј, преко које је град мога да се стално снабдева храном и другим потрепштинама.
Међутим, стратегија живота у ограниченом простору иза градских зидина довела је из безбедносних разлога у град готово целокупно рурално становништво и учинила га пренасељеним. Хигијенски услови у граду су се погоршали што је створило добре услове за избијање заразних болести.
Болест је, према Тукидидовим наводима, прво избила у Пиреју, јер је он поморским путем био у контакту са Египтом, а потом се проширила на остатак града. О почетку и току епидемије Туркид овако пише:
| „ | И пошто су они (Пелопонежани) били у Атици не баш много дана, први пут стаде се пошаст јављати међу Атињанима, а говорило се, да је и пре беснела на многим местима и на Лемну и другде, но ипак се није памтило, да је толика куга и такав помор људи игде био ... А започела је, најпре у Етиопији више Египта и затим је сишла у Египат и Либију и велики део Краљеве земље. А у атински град изненада провали и најпре захвати људе у Пиреју, тако да су они и рекли, да су Пелопонежани бацили отрова у бунаре, јер извора тамо још није било. Касније се рашири и по горњему граду и умирало их је већ много више. | ” |

Њено избијање и симптоми изненадили су грађане, јер је болест нападала не само болесне и изнемогле, већ и снажне и здраве особе.
Симптоми су укључивали главобоље, високу температуру, запаљење очију, језика и слузокоже, црвени осип по кожи, а потом кашаљ и на крају пролив и грчеве. Смрт је најчешће настајала седам или осам дана након избијања болести. Особе које би преживеле болест, у већини случајева су биле са трајним слепилом или амнезијом.
Тукидид наводи да су лекари били немоћни у борби са овом пошасти, и наводи да су особе које су једном прележале болест касније развијала имунитет и нису оболевале од куге, и они су једине могле без последица да негују оболеле:
| „ | ... Ни лекари (пише Туркидид) је наиме нису у почетку могли лечити не због незнања, него су сами највише умирали, што су више посећивали болеснике, а ни друга каква људска вештина није помагала. И што су бежали у храмове или се служили пророчанствима и томе сличним, све је било бескорисно, те на крају, како их је зло свладало, оканише се и тога... Умирали су и они занемарени и они брижно неговани. Није било ниједнога лека, за који се могло рећи да ће користити онима, који га буду узимали, јер што је користило, то је другому шкодило. Ниједно тело није очигледно било довољно отпорно против те болести, без обзира на јачину или слабост, него је она грабила све, па и оне, који су се лечили строгим начином живота... Ипак су више сажаљевали умирућег и болеснога они, који су преболели, јер су болест од раније познавали и сами већ били сигурни. Двапут болест истога није спопадала, тако да би била и смртоносна. | ” |

Тукидид осим саме болести наводи како је она изазвала потпуни колапс друштвеног морала и економије у Атини. У великом страху од болести Атињани су, видевши како умиру и крепосни и некрепосни суграђани, закључили да су их богови напустили, односно да их више не морају поштовати њихове законе. Зато су почелели да живе хедонистички „за данас“, и немилосрдно трошили уместо да се рационално понашају. Такође због масовности заразе, престала је свака брига о болесницима, који су најчешће умирали по кућама напуштени од пријатеља и породице тетурајући се по улицама у потрази за водом и храном. Престали су и сви верски ритуали, а умрли су се сахрањивали на најједноставнији начин, бацањем на велике погребне ломаче.

## Последице епидемије
Процењује се да је током епидемије преминула 1/4 до 1/3 становништва града, који је имао око 300.000 становника - што војника, што морнара, што обичних грађана. Војним губици износили су; 300 коњаника и 1.400 војника.
Иако је Атина војно ослабила, епидемија ју је на тренутак спасила од спартанске опсаде. Угледавши велике ломаче, и примајући вести о масовном помору, Спартанци су се уплашили да би и сами могли бити заражени, и напустили су Атику.
Због лоших мера заштите и лечења, епидемија је наставила да се шири и захватила је попут пожара и друге грчке градове, и цео источни део Медитерана, укључујући Спарту. Следеће године (429. п. н. е.) Атину је захватила још једне мање епидемије, у којој је подлегао Перикле, а још једна је забележана 428/427. п. н. е. Верује се да су у овим накнадним епидемија поседице биле мање, због раније стеченог имунитета код највећег дела становништва.
Према Тукидиду, после епидемије Атина више није могла да се врати на тај ниво силе коју је имала и која се 415. п. н. е. окончала катастрофалном сицилијанском експедицијом.

## Клинички знаци епидемије
Будући је и сам преболио заразу, Тукидид је могао прецизно описати све симптоме болести, тако да је његов опис саме болест врло је детаљан и надасве упечатљив. Ипак, на основу описа симптома болести данас је тешко рећи да ли се заиста радило о епидемији куге или можда о великим богињама или тифусу.
Према опису Тукидида све особе које су биле хронични болесници од других болести, оболели су од куге, док они који су били здрави, наједном су добијали главобољу и јаку грозницу, праћену израженом иритације коже тела и осећајем пецкања у очима. Унутрашњост уста, ждрела и језик била је крвава, а задах неприродан и смрдљив.
После почетних промена, симптоми су; кијање и промуклост, болови од главе до грудног коша изазвани јаким кашљем и тегобе из гастроинтестиналног сиситема (мучнина и повраћање жучи). Болест је пратио пораст телесне температуре, бледило коже и појава црвенкастог осипа и пликова.
Они који нису били болесни, имали су јаке грчеве, који су код неких престајали тек након извесног краћег или дужег времена.
Већина је умирала седмог или деветог дана од настанка болести. Они који су успели да преживе имали су јаке болове у стомаку и пролив, тако да су на крају ипак умрли од исцрпљености (дехидрације). Одмах након третмана, већина оболелих је патила од амнезије и није познавала ни себе ни своје рођаке.
Тукидид наводи да ако су неки желели да побегну од смрт, они су смањивали површину тела са видљивим знацима и симптомима, као што су удова и прстију, а неки су чак и копали очи.
Ево Тукидидовог прецизног описа симптома болести:
| „ | ... Иако је ко пре од чега и боловао, све се свело на то зло. Остале је без икаквоg повода, управо изненада, премда су пре тога били здрави, спопадала силна врућина у глави, црвенило очију и ватруштина, а унутра је ждрело и језик одмах подбијала крв, и ширили су необичан и смрдљиви задах. Затим је иза тога следила кијавица и промуклост, и за не много времена силазила је мучнина у прса уз жесток кашаљ. И кад би се болест усталила у желуцу, преокретали би га, и наступала су сваковрсна излучивања жучи, колико су им год имена дали лекари, и то уз велику бол ... Кад би се споља тело дирало, није било ни одвише вруће ни бледо, него црвенкасто и плавкасто, све осуто малим мехурићима и приштевима. Изнутра је била таква врућина, да нису подносили покривања ни сасвим танким вуненим хаљинама ни плахтом ни чим другим, него су били голи, тако да би се најрадије сами бацали на хладну воду ... Нису се могли смирити и бесаница их је непрестано мучила. Тело није гинуло, колико га је год времена болест и мучила, него се одупирало преко очекивања патњи, тако да их је већина умирала девети или седни дан од унутрашње врућине, премда су имали још нешто снаге. Или, ако би се тому одупрели, болест би силазила у утробу и настајало би у њој јако ђубрење, а уједно наступао јаки пролив, па су многи касније умирали од слабости. Зло је пролазило кроз читаво тело почевши одозго и сместивши се најпре у глави. А ако би ко преживео најгоре, показивало се тако, да је захватало крајње делове тела, јер је ударало на стидне удове и на врхове руку и ногу, и многи су лишени њих остали живи, а неки лишени и очију. А неке је, кад би приздравио, обузимао дуготрајни заборав свега једнако, те нису познавали ни себе ни својих рођака. | ” |

Накнадни опис античког света дао је и римски филозоф Лукреције (Titus Lucretius Carus), у 1. веку пре нове ере, који је у свом раду „О природи ствари“ (De rerum natura) описујући симптоме куге код болесника навео; појаву крваве или слузавокрваве столице са црним течним столицама из телесних шупљина.
Тукидид, је такође примето да против ове епидемије лекари нису имали лека. Занимљив је његов навод да су заражене могли без опасности лечити само они који су кугу већ преболели.

## Могући узрочници епидемије?
Према античким изворима, реч куга (лат. pestis) користила се за готово све заразне болести, тако да је историчарима као и медицинским стручњацима веома тешко да идентификују која је болест заправо изазвала епидемију у Атини. Као могући узрок наводе се традиционално спомињана бубонска куга, велике богиње, мале богиње са синдромом токсичног шока. Део струке узима у обзир и бедреницу (антракс) који је могла да преносити стока склоњена иза градских зидина, а у најновије време, због сличности са симптомима недавних епидемија у Африци, спомињала се и Ебола, али и облици вирусне хеморагичне грознице.
Међутим према клиничкој слици заснованој на Тукидидовом опису, спомињу се пегави тифус односно трбушнном тифусу, на шта указују анализе ДНК из масовне гробница која датира из 430. п. н. е.

### Тифус
У јануару 1999. године, на Универзитету у Мариленду, на медицинској конференцији посвећеној епидемији куге у Атини, закључено је да је тифус највероватнији узрочник (на основу морталитета од 20% заражених, смртном исходу после недељу дана, и компликацијама као што су гангрена на крајевима прстију руку са симптомима који се јављају и код куге.
Наведена констатција такође је подржана истраживању Arnold-а Wycombe Gomme-а, главног истраживач Тукидидових дела у 20. века, који је такође видео тифус као могућег узрочника епидемије која је задесила Атину.

## Тифусна грозница
Још једна анализа ДНК из пулпе зуба умрлих 430. п. н. е., реализована током 2005. године од стране грчких научника, указује да су откривене ДНК секвенце исте као код организама које изазива тифуса, заједно са симптомима сличним онима које је описао Тукидид. Резултати наведеног истраживања, према истоветним принципима, спроведана оспоравају други истраживачи, који наводе да постоје значајне методолошке грешке у спроведеној анализи ДНК из пулпе зуба. Међутим научници у оригиналне студији наводе да је преглед заснован на нејасним критеријумима, и да зато иста методологија која је коришћена не даје исте већ супротне закључке.

### Ебола
Прича Тукидида која се односи на повећан ризик од преношења болести код хоспитализованих пацијената, више је карактеристична за еболу и друге вирусне хеморагијске грознице, а мање од тифуса и тифусну грозницу. Такође сматра као чудним да Спарта није заражена епидемијом иако је била релативно близу главног фокуса епидемије. Неки научници су превели једну од Тукидидових фраза, λύγξ τε τοῖς πλείοσιν ἐνέπεσε κενή (које се могу тумачити као повраћања или подригивање), које је заједничка карактеристика за еболу.